# Arouca
Arouca là một huyện thuộc tỉnh Aveiro, Bồ Đào Nha. Huyện này có diện tích 328 km², dân số thời điểm năm 2001 là 24227 người.